# Polunga
Porunga és un personatge que apareix a la sèrie o Manga de Dragon Ball Z. A diferència de Shenron, Polunga és aproximadament cinc vegades més llarg que ell [4], tenint un físic robust i el seu aspecte és encara més atemoritzant. La seva aparença es caracteritza principalment per posseir dues enormes pues al costat del seu cap i espatlles (sent les de l'espatlla més grans) i les seves banyes negres s'assemblen molt als de Yi Xing Long

### Lleis del seu poder
Polunga pot concedir fins a tres desitjos. En principi pot ressuscitar com a màxim una persona per desig, a diferència de Shen Long a la Terra que encara que només fos un desig, es podrien ressuscitar més d'una persona. Però després de la mort del Gran Patriarca i el nomenament de Moori com a nou patriarca, Polunga incrementa els seus poders. Això vol dir que, per exemple, ara per cada desig pot reviure ja no només una persona, sinó moltes més. Això es va demostrar a la Saga de Majin Boo, quan utilitzen el poder de Polunga, en el qual el Kaio-shin Anciano adverteix que utilitzar tant les Esferes del Drac crearà una energia negativa, de la qual van sorgir els Dracs Malignes.

### Actors de veu
| Regió          | Actores                                    |
| Japó           | Junpei Takiguchi                           |
| Hispanoamérica | Eduardo Borja (1ª voz) Rubén Moya (2ª voz) |